# Frédéric Sérazin
Ne doit pas être confondu avec Frédéric-Séraphin de La Tour du Pin Gouvernet.
Fréderic Sérazin dit Frédo, né le 7 mars 1906 Saint-Nazaire et mort le 15 juin 1944, est un résistant communiste français, tourneur sur métaux chez Hispano-Suiza.

## Biographie
Frédo Sérazin est le fils de Frédéric Marie Sérazin, tourneur aux Chantiers de la Loire à Saint-Nazaire et de Joséphine Marie Dorso, concierge,. Titulaire d'un certificat d'études primaires, il travaille dans une imprimerie, puis devient tourneur dans la métallurgie et obtient un CAP.
Il adhère aux jeunesses communistes en 1924 et milite à la CGTU dans la région parisienne. Il est licencié de chez Citroën à la suite d'une grève en 1933. Il retrouve du travail en 1935 chez Hispano-Suiza où il adhère au Parti communiste français l'année suivante.
« Affecté spécial » dans son usine depuis sa mobilisation en 1939, il est arrêté en mars 1940 en vertu de la loi contre les communistes, et interné administratif au camp de Saint-Benoît (Seine-et-Oise), puis évacué à la forteresse de Sisteron d'où il s’évade. Il est repris à Paris, condamné à quatre mois de prison puis envoyé au camp de Chateaubriant une fois sa peine purgée. En mai 1942, il est déplacé au camp de Voves. Il est hospitalisé en 1943 à Chartres pour subir une intervention chirurgicale et parvient à s’évader de l'établissement.
Dans la zone sud qu'il a rejointe, la direction du PCF clandestin le nomme au début de 1944 responsable aux cadres pour le département de la Loire. Alors qu'il se rend à un rendez-vous le 15 juin 1944, il est arrêté à Saint-Étienne par la milice française et la Gestapo. Il est torturé et assassiné le jour même. Son corps est abandonné sur la voie publique, devant le siège de la Gestapo à Saint-Étienne.
Sa sépulture est transférée au cimetière parisien de Bagneux le 13 octobre 1949,.
Frédo Sérazin est homologué interné résistant-FFI.

## Vie personnelle
Frédo Sérazin a eu une fille, Éliane, avec Hélène Moreau et un fils, Roland, avec France Bloch-Sérazin, fille de Jean-Richard Bloch, qu'il avait épousée en 1939. Il a vu celle-ci pour la dernière fois au camp de Voves, le 13 mai 1942, trois jours avant l'arrestation de France Bloch.

## Décoration
Frédéric Sérazin est nommé chevalier de la Légion d'honneur par décret en date du 7 novembre 1958.